# 小行星5562
小行星5562（英語：5562）是一颗围绕太阳公转的小行星。1991年11月4日，上田清二、金田宏在钏路市发现了此天体。
这颗小行星的绝对星等为50.57433907736946等。